# Улан-Іволгинський
Улан-Іволгинський (рос. Улан-Иволгинский) — улус Іволгинського району, Бурятії Росії. Входить до складу Сільського поселення Нижньоіволгинське.
Населення — 90 осіб (2015 рік).